# دولت میجی

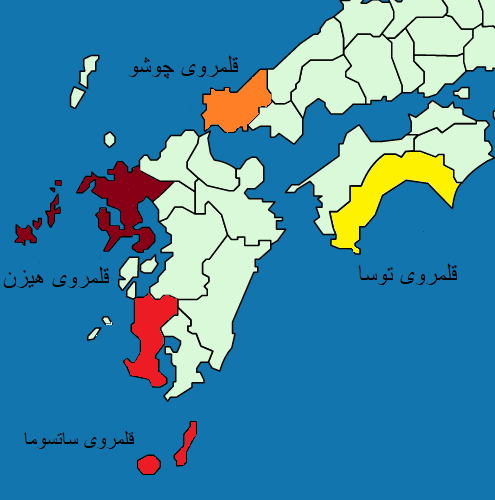
نقشه چهار هان در جنوب ژاپن عبارت از: قلمروی ساتسوما، قلمروی چوشو، قلمروی توسا و قلمروی هیزن که در اوایل دولت میجی این دولت را در انحصار خود گرفته بودند

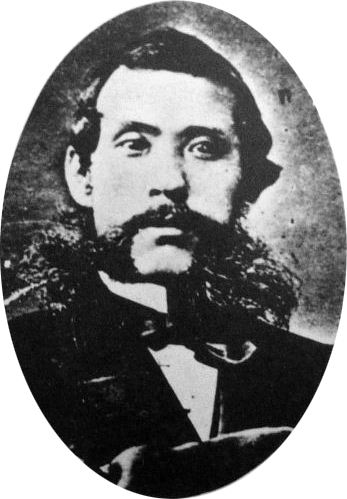
اوکوبو توشیمیچی از چهره‌های اصلی اصلاحات میجی

دولت میجی (به ژاپنی: 明治政府 Meiji seifu) دولتی بود که توسط سیاستمداران قلمروی ساتسوما و قلمروی چوشو در دهه ۱۸۶۰ میلادی در ژاپن تشکیل شد. دولت میجی یک دولت اولیه در امپراتوری ژاپن بود.
سیاستمداران دولت میجی که به عنوان الیگارشی میجی نیز شناخته می‌شوند، کسانی هستند که شوگون‌سالاری توکوگاوا را سرنگون کردند. تصمیم‌گیری در دولت محدود به الیگارشی میجی بود که شامل ۲۰ نفر سیاستمدار (از ساتسوما، چوشو، توسا، هیزن و دربار امپراتور) می‌شد.

## تحولات اولیه
پس از اصلاحات میجی، رهبران «سامورایی» شوگون‌سالاری توکوگاوا را سرنگون کرده بودند هیچ برنامه دقیق و مشخصی جهت توسعه برای اجرا در ژاپن نداشتند. بیشترین آن‌ها در اواسط دهه ۴۰ عمر خود بودند و اکثر آن‌ها از چهار قلمروی دایمیوهای توزاما غربی ژاپن بود (قلمروی ساتسوما، قلمروی چوشو قلمروی توسا و ولایت هیزن). اگر چه کسانی که از خانواده‌های رده پایین سامورایی، به پست‌های رهبری نظامی در حوزه‌های مربوط خود رسیده بودند، از یک پیشینه آموزشی مبتنی بر کنفسیوس‌گرایی که بر وفاداری و خدمت به جامعه تأکید داشتند. بیشتر سیاستمداران دولت میجی تجربه سفر در خارج از کشور یا تجربه دست دوم را از طریق تماس با مشاوران خارجی در ژاپن تجربه کرده بودند. در نتیجه، آن‌ها از برتری نظامی ملل غربی و نیاز ژاپن برای متحد شدن و تقویت خود برای جلوگیری از سرنوشت استعماری همسایگان خود در قاره آسیا آگاه بودند.
با این وجود، بلافاصله پس از استعفای توکوگاوا یوشینوبو در سال ۱۸۶۷، بدون حکومت متمرکز دولتی، کشور مجموعه ای بود از حوزه‌های فئودالی نیمه مستقل تحت کنترل دایمیو‌ها، که توسط قدرت نظامی اتحاد ساتچو، و با اعتبار دربار امپراتوری در کیوتو کنار هم نگهداشته شده بودند.
در اوایل ماه مارس ۱۸۶۸، در حالیکه هنوز نتیجه جنگ بوشین همچنان نامعلوم بود، دولت جدید میجی، نمایندگان را از هر حوزه به کیوتو برای تشکیل یک مجمع ملی موقت مشورتی احضار کرد. در ماه آوریل سال ۱۸۶۸، سوگندنامه پنج‌ماده‌ای اعلام شد، که در آن امپراتور میجی طرح کلی عمومی توسعه و مدرنیزاسیون ژاپن را تنظیم کرده بود.
دو ماه بعد، در ژوئن ۱۸۶۸، «سِی تایشو» اعلام شد که مبنای جدید اداری برای دولت میجی بود. این کد اجرایی توسط فوکوئوکا تاکاچیکا و سوئه‌جیما تانه‌اومی (که هر دو آن‌ها در خارج از کشور تحصیل کرده بودند و چشم‌انداز سیاسی لیبرالی داشتند، طراحی شده بود) و ترکیبی از مفاهیم غربی مانند تقسیم قدرت و یک احیای ساختارهای باستانی بوروکراسی که به دوره نارا می‌رسید. یک ساختار دولتی مرکزی یا «دایجوکان» ایجاد شد.
دایجوکان هفت بخش داشت:
- قانونی (تقسیم شده به مجلس بالا از بوروکرات‌های منصوب و یک مجلس پایین نمایندگان حوزه)
- اجرایی
- شینتو
- دارایی، مالیه، سرمایه‌گذاری
- نظامی
- امور خارجه
- امور مدنی

وزارت دادگستری جداگانه برای ایجاد یک تفکیک قدرت در تقلید از کشورهای غربی ایجاد شد.
دولت فوهانکن سانچیسی را ایجاد کرد، قلمروهای قبلی را به مناطق شهری یا شهرداری ( فو ) و مناطق روستایی ( کِن ) تقسیم کرد. دولت محلی در ژاپن شامل منطقه‌ای بود که از زمان شوگون‌سالاری توکوگاوا، به صورت ۲۷۳ ناحیه نیمه مستقل اداره می‌شد. نمایندگان دولت مرکزی به هر یک از این حوزه‌ها فرستاده شدند تا به سمت یکپارچگی اداری و سازگاری با دستورالعمل‌های دولت مرکزی کار کنند.
در اوایل سال ۱۸۶۹، پایتخت از کیوتو به ادو منتقل شد، که به توکیو (پایتخت شرقی) تغییر نام یافت.

## لغو حوزه‌ها
در ماه مارس سال ۱۸۶۹، دولت مرکزی به رهبری اوکوبو توشیمیچی از قلمروی ساتسوما به اندازه کافی قوی شد تا تأثیر بیشتری بر مرکزیت داشته باشد. پس از ادغام ارتش ساتسوما و چوشو به یک نیروی مشترک، اوکوبو توشیمیچی و کیدو تاکایوشی از قلمروهای ساتسوما و چوشو، دایمیوی ولایت هیزن و قلمروی توسا را متقاعد کردند که دامنه‌های اربابی خود را به امپراتور واگذار کنند. سپس دیگر دایمیوها نیز مجبور به انجام همان کار شدند، و همه آن‌ها به عنوان «فرمانداران» در حوزه‌های مربوط خود مجدداً تعیین شدند، که دیگر به عنوان بخشی از تقسیمات دولت مرکزی تلقی می‌شد.
در بهار سال ۱۸۷۱ اوکوبو توشیمیچی، کیدو تاکایوشی اینواوئه کائورو، یاماگاتا آریتومو سایگو تاکاموری اویاما ایوائو سانجو سانه‌تومی و ایواکورا تومومی جلسه مخفی را برگزار کردند و در طی آن تصمیم گرفتیم تا به‌طور کامل حوزه‌های 'هان' را از بین ببرند. بعدها در همان سال، تمامی دایمیوهای سابق به نزد امپراتور احضار شد و وی حکم خود را مبنی بر تبدیل این حوزه‌ها به جایی که توسط یک مقام اداری از طرف دولت مرکزی کنترل می‌شوند، صادر کرد. دایمیوها سخاوتمندانه قبول بازنشستگی کردند، و قلعه‌های خود را تبدیل به مراکز اداری و محلی برای دولت مرکزی کردند. این فرمان به ایجاد ۳۰۵ واحد اداری محلی منجر شد که تا پایان سال از طریق ادغام‌های مختلف به ۷۲ حوزه و ۳ شهرداری کاهش یافت، به طوری که تا پایان سال ۱۸۷۱ ژاپن تبدیل به یک دولت کاملاً متمرکز شد. انتقال به تدریج صورت گرفت، به طوری که هیچگونه اختلال در زندگی مردم عادی و شیوع هیچ مقاومت یا خشونتی دیده نشد. دولت مرکزی تمام بدهی‌ها و وظایف این حوزه‌ها را جذب کرد و بسیاری از مقامات سابق در حوزه‌های کاری مشاغل جدید با دولت مرکزی پیدا کرده‌اند.
در سال ۱۸۷۱، دولت مرکزی از ایجاد مجمع مشورتی در پایین‌ترین سطوح حکومت، در شهر، روستا و سطح شهرستان حمایت کرد. مجمع‌های محلی تنها قدرت بحث و گفتگو و نه وضع قانون را داشتند، آن‌ها یک شیر ایمنی مهم و بدون توانایی به چالش کشیدن اقتدار دولت مرکزی بودند.

## سازماندهی مجدد دولت مرکزی
در حالیکه در آن زمان حوزه‌های هان (ژاپن) لغو می‌شد، در اوت سال ۱۸۶۹، دولت مرکزی خود را تحت تجدید نظر قرار داد تا اقتدار متمرکز را تقویت کند. ایده تقسیم قدرت کنار گذاشته شد. دولت جدید هشت وزارتخانه ایجاد کرد:
- امور مدنی (وزارت امور داخله از سال ۱۸۷۳)
- وزارت امور خارجه ژاپن
- وزارت مالیه (ژاپن)
- وزارت جنگ (ژاپن)
- نیروی دریایی ژاپن
- نمایندگی خاندان امپراتور
- وزارت دادگستری (ژاپن)
- وزارت کشاورزی، زیرساخت و حمل و نقل (ژاپن)
- وزارت آموزش و پرورش (ژاپن)